# Jose Pablo Cantillo
Jose Pablo Cantillo (Marshfield, 30 marzo 1979) è un attore statunitense di origini costaricane.

## Biografia
Jose Cantillo, noto come Joey ai tempi del liceo, è nato a Marshfield, Wisconsin. È cresciuto a Terre Haute, Indiana e ha frequentato la scuola Terre Haute South Vigo High School dove è stato uno standout a tennis per tutti e quattro gli anni dove la squadra ha avuto successo nel 1996. Si è laureato alla Indiana University Bloomington nel 2003 con una doppia specializzazione in marketing e finanza presso la Kelley School of Business.

## Filmografia

### Cinema
- The Manchurian Candidate, regia di Jonathan Demme (2004)
- Shackles - Benvenuti alla scuola dei duri (Shackles), regia di Charles Winkler (2005)
- Crank, regia di Mark Neveldine e Brian Taylor (2006)
- Bondage, regia di Eric Allen Bell (2006)
- Cleaner, regia di Renny Harlin (2007)
- Disturbia, regia di D. J. Caruso (2007)
- After Sex - Dopo il sesso (After Sex), regia di Eric Amadio (2007)
- Redbelt, regia di David Mamet (2008)
- Streets of Blood, regia di Charles Winkler (2009)
- Crank: High Voltage, regia di Mark Neveldine e Brian Taylor (2009)
- Elysium, regia di Neill Blomkamp (2013)
- Humandroid (Chappie), regia di Neill Blomkamp (2015)
- Premonitions (Solace), regia di Afonso Poyart (2015)
- Man Down, regia di Dito Montiel (2015)
- El chicano, regia di Ben Bray (2018)
- A.I. Tales, regia di Kristen Hilkert, Nelson Lee, Amir Reichart e Vitaly Verlov (2019)
- Cherry - Innocenza perduta (Cherry), regia di Anthony e Joe Russo (2021)
- Copshop - Scontro a fuoco (Copshop), regia di Joe Carnahan (2021)
- Ambulance, regia di Michael Bay (2022)

### Televisione
- Law & Order: Criminal Intent – serie TV, episodio 2x11 (2003)
- Law & Order - Unità vittime speciali (Law & Order: Special Victims Unit) – serie TV, episodio 4x13 (2003)
- E.R. - Medici in prima linea (ER) – serie TV, episodio 11x05 (2004)
- CSI: Miami – serie TV, episodio 3x14 (2005)
- Medical Investigation – serie TV, episodio 1x16 (2005)
- Crossing Jordan – serie TV, episodio 4x18 (2005)
- Nip/Tuck – serie TV, episodio 3x02 (2005)
- Bones – serie TV, episodio 1x13 (2006)
- Standoff – serie TV, 16 episodi (2006-2007)
- Eyes – serie TV, episodio 1x10 (2007)
- The Unit – serie TV, episodio 3x09 (2007)
- Detective Monk (Monk) – serie TV, episodio 6x16 (2008)
- CSI - Scena del crimine (CSI: Crime Scene Investigation) – serie TV, episodio 8x15 (2008)
- The Shield – serie TV, episodi 7x04-7x06 (2008)
- Virtuality, regia di Peter Berg – film TV (2009)
- The Closer – serie TV, episodio 5x05 (2009)
- Lie to Me – serie TV, episodio 2x09 (2009)
- Hawthorne - Angeli in corsia (Hawthorne) – serie TV, episodio 2x01 (2010)
- Dark Blue – serie TV, episodio 2x03 (2010)
- Sons of Anarchy – serie TV, 9 episodi (2010)
- Lone Star – serie TV, episodio 1x01 (2010)
- Terriers - Cani sciolti (Terriers) – serie TV, episodio 1x08 (2010)
- La strana coppia (The Good Guys) – serie TV, episodio 1x19 (2010)
- Law & Order: LA – serie TV, episodio 1x09 (2011)
- The River – serie TV, episodi 1x05-1x06 (2012)
- The Walking Dead – serie TV, 13 episodi (2012-2013)
- Il risolutore (The Finder) – serie TV, episodio 1x12 (2012)
- TalhotBlond - Trappola virtuale (TalhotBlond), regia di Courteney Cox – film TV (2012)
- The Mentalist – serie TV, episodio 6x03 (2013)
- Twisted Tales – serie TV, episodio 1x07 (2013)
- Rush – serie TV, episodio 1x04 (2014)
- Constantine – serie TV, episodi 1x08-1x09 (2014-2015)
- Damien – serie TV, episodio 1x05 (2016)
- Shooter – serie TV, episodi 1x06-1x07 (2016)
- Taken – serie TV, 9 episodi (2017)
- The Last Ship – serie TV, 4 episodi (2018)
- No Apologies, regia di Sanaa Hamri – episodio pilota (2018)
- The Rookie – serie TV, episodio 1x13 (2019)
- S.W.A.T. – serie TV, episodio 3x08 (2019)
- Coyote – serie TV, episodio 1x03 (2021)
- Magnum P.I. – serie TV, episodio 3x08 (2021)
- Mayor of Kingstown – serie TV, 6 episodi (2021-in corso)
- NCIS - Unità anticrimine (NCIS) - serie TV, episodio 19x15 (2022)
- Will Trent – serie TV, episodio 1x11 (2023)

## Doppiatori italiani
Nelle versioni in italiano delle opere in cui ha recitato, Jose Pablo Cantillo è stato doppiato da:
- Fabrizio Manfredi in Shackles - Benvenuti alla scuola dei duri, Standoff, Crank
- Edoardo Stoppacciaro in Detective Monk, Elysium, Premonitions
- Massimiliano Virgilii in Redbelt, Ambulance
- Raffaele Carpentieri ne Il risolutore, Mayor of Kingstown
- Gianluca Crisafi in Taken, S.W.A.T.
- Luigi Rosa in Law & Order: Criminal Intent
- Simone Crisari in Law & Order - Unità vittime speciali
- Oreste Baldini in CSI: Miami
- Alessandro Lussiana in Nip/Tuck
- Francesco Pezzulli in Cleaner
- Simone Mori in Disturbia
- Stefano Brusa in After Sex - Dopo il sesso
- Danilo De Girolamo in CSI - Scena del crimine
- Fabrizio Picconi in The Shield
- Gianfranco Miranda in Lie To Me
- Paolo Vivio in The Closer
- Massimo Aresu in Sons of Anarchy
- Alessandro Budroni in The Walking Dead
- Andrea Lavagnino in Tales of Halloween
- Fabrizio Dolce in The Mentalist
- Fabrizio Vidale in Humandroid
- Massimiliano Plinio in Shooter
- Carlo Scipioni in Cherry - Innocenza perduta
- Marco Vivio in Copshop - Scontro a fuoco
- Riccardo Petrozzi in Coyote
- Luca Graziani in NCIS - Unità anticrimine
- Marco Giansante in NCIS: Los Angeles
- Stefano Bianchini in Will Trent